# 지 알고 내 알고 하늘이 알건만
《지 알고 내 알고 하늘이 알건만》은 1986년 2월 23일에 MBC TV에서 방영되었던 베스트셀러극장이다.

## 줄거리
매정한 현대사회의 새태를 비판적으로 다룬 박완서의 소설을 영상화하였다.
시아버지(오현경)가 타계하자 진태 엄마(정혜선)는 남편 고 실장(정욱)에게 전화를 걸지만 그는 해외 바이어들과 함깨 평택공장으로 떠난 뒤였다. 여기저기 전화를 걸어 문상객을 불러 모으던 그녀는 부엌에 서 있던 성남댁(정애란)을 매섭게 노려본다.
원래 성남댁은 시장에서 좌판장사를 하던 중노년 여성으로 시아버지를 간병해 주면 그 댓가로 작은 아파트를 마련해 주겠다는 진태 엄마의 간청으로 들어와 시아버지를 간병했었는데...

## 출연
- 정애란
- 정혜선
- 오현경
- 정욱
- 김인문
- 남능미
- 최은숙
- 김석옥
- 권미혜
- 김정하
- 박경현
- 신국
- 이운우
- 권은아
- 문시경
- 김성학
- 박용근
- 박종설
- 최재호
- 이해리
- 변보아
- 박은미
- 김수경
- 신성균
- 최정원
- 이종민
- 엄혜란
- 황성탁